# Khaby Lame
Khabane Lame (Dakar, Senegal, 9 de març de 2000) és una personalitat de les xarxes socials nascut al Senegal i establert a Itàlia. És conegut pels seus vídeos de TikTok en què es burla silenciosament dels vídeos de trucs de vida massa complicats. El 2022, Lame era el segon usuari de TikTok amb més seguidors.

## Vida i carrera
Lame va néixer al Senegal el 9 de març del 2000. La seva família es va traslladar a un complex d'habitatges públics a Chivasso, Itàlia, quan ell tenia un any. Té tres germans. Lame treballava com a operador de màquines CNC en una fàbrica a prop de Torí, abans de ser acomiadat el març de 2020.
Després de ser acomiadat durant la pandèmia de COVID-19, Lame va començar a publicar a TikTok. Els seus primers vídeos el mostraven ballant i veient videojocs, i estaven gravats principalment en italià i incloïen subtítols en italià. Va aconseguir la popularitat amb les seves respostes en vídeo als vídeos que mostraven "trucs de vida" massa complicats, en què realitza la mateixa tasca de forma senzilla, sense dir res. L'abril del 2021, va superar Gianluca Vacchi com el TikToker italià més seguit i, el juliol del 2021, va superar Addison Rae per convertir-se en el segon TikToker més seguit. L'agost de 2021, Lame va aparèixer com a coprotagonista de l'anunci de Manuel Locatelli per part de la Juventus FC. El setembre de 2021, va assistir al Festival de Cinema de Venècia com a convidat especial per a la primera projecció de la pel·lícula francesa Lost Illusions de Xavier Giannoli. El gener de 2022, Lame va signar una associació de diversos anys amb Hugo Boss i va aparèixer en la campanya #BeYourOwnBoss.

## Vida personal
Khaby Lame és musulmà i va fer públic el seu festeig amb Zaira Nucci l'octubre del 2020. Des del 2021, Lame viu a Milà com a expatriat amb el seu agent. Tot i que viu a Itàlia des que era un nadó, és ciutadà senegalès i no té la nacionalitat italiana. Ha declarat: "Sincerament, no necessito un paper per definir-me com a italià".